# Nemoura brachiptilus
Nemoura brachiptilus is een steenvlieg uit de familie beeksteenvliegen (Nemouridae). De wetenschappelijke naam van de soort is voor het eerst geldig gepubliceerd in 1853 door Motschulsky.